# Cerebras
Cerebras Systems és una empresa nord-americana d'intel·ligència artificial amb oficines a Sunnyvale, San Diego, Toronto, Tòquio i Bangalore. Cerebras construeix sistemes informàtics per a aplicacions complexes d'aprenentatge profund d'intel·ligència artificial.
Cerebras va ser fundada el 2015 per Andrew Feldman, Gary Lauterbach, Michael James, Sean Lie i Jean-Philippe Fricker. Aquests cinc fundadors van treballar junts a SeaMicro, que va començar el 2007 per Feldman i Lauterbach i que després es va vendre a AMD el 2012 per 334 milions de dòlars.

## Tecnologia
El Cerebras Wafer Scale Engine (WSE) és un processador de circuit integrat a escala de wafer únic que inclou computació, memòria i teixit d'interconnexió. La planificació utilitza una arquitectura de flux de dades.
El WSE-1 alimenta el Cerebras CS-1, l'ordinador AI de primera generació de l'empresa. És un dispositiu muntat en bastidor de 19 polzades dissenyat per a la formació d'IA i càrregues de treball d'inferència en un centre de dades. El CS-1 inclou un processador primari WSE amb 400.000 nuclis de processament i dotze connexions Ethernet de 100 Gigabit per a l'entrada/sortida de dades. El WSE-1 té 1,2 bilions de transistors, 400.000 nuclis de càlcul i 18 gigabytes de memòria.
L'abril de 2021, Cerebras va anunciar el sistema CS-2 AI basat en el Wafer Scale Engine (WSE-2) de segona generació, fabricat pel procés de 7 nm de Taiwan Semiconductor Manufacturing Company (TSMC). Fa 26 polzades d'alçada i s'adapta a un terç d'un bastidor de centre de dades estàndard. El WSE-2 té 850.000 nuclis i 2,6 bilions de transistors. El WSE-2 va ampliar la memòria estàtica d'accés aleatori (SRAM) al xip a 40 gigabytes, l'amplada de banda de memòria a 20 petabytes per segon i l'amplada de banda total de teixit a 220 petabits per segon.
L'agost de 2021, la companyia va anunciar un sistema que connecta múltiples circuits integrats (comunament anomenats xips ) a una xarxa neuronal amb moltes connexions. Permet que un sistema admeti models d'IA amb més de 120 bilions de paràmetres.
El juny de 2022, Cerebras va establir un rècord dels models d'IA més grans mai entrenats en un dispositiu. Cerebras va dir que, per primera vegada, un sistema CS-2 amb una hòstia Cerebras pot entrenar models amb fins a 20 mil milions de paràmetres. El sistema Cerebras CS-2 pot entrenar models de processament de llenguatge natural (NLP) multimilionaris, inclosos els models GPT-3XL 1.300 milions, GPT-J-6B, GPT-3 13B i GPT-NeoX 20B amb una complexitat i una infraestructura de programari reduïdes.
L'agost de 2022, Cerebras va anunciar que els seus clients ara poden entrenar models d'IA de llenguatge natural a l'estil Transformer amb seqüències 20 vegades més llargues que les possibles utilitzant maquinari informàtic tradicional, cosa que s'espera que condueixi a avenços en el processament del llenguatge natural (NLP), especialment per a productes farmacèutics i ciències de la vida.